# Жевне
Жевне (пол. Rzewnie) — село в Польщі, у гміні Жевне Маковського повіту Мазовецького воєводства.
Населення — 307 осіб (2011).
У 1975-1998 роках село належало до Остроленцького воєводства.

## Демографія
Демографічна структура станом на 31 березня 2011 року:
|          | Загалом | Допрацездатний вік | Працездатний вік | Постпрацездатний вік |
| -------- | ------- | ------------------ | ---------------- | -------------------- |
| Чоловіки | 155     | 40                 | 105              | 10                   |
| Жінки    | 152     | 42                 | 78               | 32                   |
| Разом    | 307     | 82                 | 183              | 42                   |